# Hričov (vodní nádrž)
Vodní nádrž Hričov je vodní nádrž na řece Váh, pod jeho soutokem s Kysucou a Rajčankou, u obce Horný Hričov. Je součástí druhé části Vážské kaskády a s Žilinskou přehradou jsou jejím nejvyšším stupněm. Při výstavbě vodního díla byla zatopena část žilinské městské části Strážov.

## Základní údaje
- Výstavba: 1958–1962
- Objem nádrže: 8,467 mil. m³
- Délka vzdutí hladiny: 6,0 km
- Zatopená plocha: 2,53 km²

V době vyšších vodních stavů se do nádrže dostává vodami Kysuce i Rajčanky velké množství nečistot, které ji zanášejí. V současnosti jsou zanesené odhadem 2/3 objemu nádrže, což značně snižuje její akumulační možnosti.

## Elektrárna
Součástí nádrže je i vodní elektrárna, která byla uvedena do provozu v roce 1962. Elektrárna má nainstalovány 3 Kaplanovy turbíny s průtokem 3x 133 m³ a výkonem 31,5 MW. Průměrně vyrobí 59,1 GWh elektrické energie ročně.